# شامیر اندرسون
شامیر اندرسون (به انگلیسی: Shamier Anderson) (زاده ۶ می ۱۹۹۱) یک هنرپیشه کانادایی است. او به خاطر بازی در نقش معاون مارشال خاویر دالز در سریال‌های تلویزیونی واینونا ارپ و هجوم شناخته می‌شود.
اندرسون برادر بزرگتر بازیگر استفان جیمز است. او از دانشکده هنرهای وکسفورد به عنوان یک محقق انتاریو فارغ‌التحصیل شد. سپس به تحصیل در جرم‌شناسی ادامه داد و قبل از ورود به بازیگری با سلاح آموزش دید. او در هنرهای رزمی وینگ‌چون کونگ فو آموزش دیده‌است. والدین اندرسون اهل اسپنیش تاون، جامائیکا هستند. او در حال حاضر در لس آنجلس اقامت دارد.
از آثار بازیگری او می‌توان به فیلم‌های مسافر قاچاق، بیدار، سرباز حلبی و جان ویک: بخش ۴ اشاره کرد.